# Radłowice (przystanek kolejowy)
Radłowice (ukr. Радловичі, ros. Радловичи) – przystanek kolejowy w pomiędzy miejscowościami Raliwka (hist. Radłowice) i Kulczyce, w rejonie samborskim, w obwodzie lwowskim, na Ukrainie.